# 巴亞德阿拉默
巴亞德阿拉默是羅馬尼亞的城鎮，位於該國西南部，距離首府德羅貝塔-塞維林堡41公里，由梅赫丁茨縣負責管轄，面積128.94平方公里，海拔高度280米，2007年人口5,784，大多數居民信奉東正教。